# Capitão-donatário
Capitão-donatário foi um cargo administrativo tardo-feudal português que, por meio da carta de doação e do foral, atribuía ao seu detentor direitos e deveres sobre determinada capitania hereditária. A maioria desses donatários pertencia à Casa Real portuguesa e a doação era uma maneira de premiá-los por seus serviços à Coroa.
Criado inicialmente para o povoamento das ilhas atlânticas no século anterior, foi estendido ao Brasil onde vigorou o regime da donataria.
Os donatários recebiam também os títulos de capitão e governador, formalizados na carta de doação e foral, pelo que também são conhecidos como "capitães-donatários" ou "capitães do donatário". Eles recebiam poderes, tanto no campo cível como no criminal, mas eram obrigados a apresentar as partes desavindas perante juízes da terra que deveriam aplicar o direito consuetudinário, ou seja, o direito geral legislado, acrescido depois da legislação que foi sendo produzida para o território e que resultará no regime autonómico do século XIX.
A carta de doação era um documento de natureza jurídica, assinado pelo rei, que estabelecia as condições da doação, a qual seria anulada caso o donatário a violasse ou não possuísse sucessores capazes de manter a validade do documento. Já o foral determinava aspectos econômicos, fiscais, militares e administrativos da capitania.

## Direitos e deveres
Os capitães gozavam de largos poderes administrativos, judiciais e fiscais, sendo a autoridade máxima nas respectivas capitanias. Tinham o dever de povoar, repartir as terras, entregar colonos, explorar economicamente recursos naturais, defender o seu território e manter ordem, aplicando justiça, sendo-lhes vedadas apenas as penas de talhamento de membros e de execução. Respondiam pelos seus atos diretamente perante o donatário, sendo remunerados com parte, geralmente 10% do dízimo, a chamada redízima, dos rendimentos que, na capitania, cabiam ao donatário. Tinham o monopólio dos moinhos, do comércio do sal e dos fornos de cozedura de pão.
O cargo era em geral hereditário, estando sujeito a um regimento específico e, em geral, à confirmação real. Na ausência de filho varão, seguia-se, com algumas excepções, a lei sálica.
A figura do capitão funcionava ainda como instância de recurso para onde as partes podem apelar (declarar que se quer recorrer) e agravar das sentenças. Do capitão recorre-se de agravo ou de carta testemunhável para o infante, sem efeito suspensivo, com exclusão expressa de todas as outras Justiças, devendo então o capitão sustentar a sua decisão.
Quanto aos feitos criminais, o próprio capitão é que os julga, podendo aplicar aos culpados penas de prisão, degredo e açoutes, sem que disso possa apelar-se.
Tratando-se, no entanto, de crime tão grave que merecesse talhamento de membro (mão, pé ou língua) ou pena de morte, os acusados deveriam ser julgados e, quando condenados, só podiam apelar para o infante que deveria enviar o processo para a Casa do Rei onde o recurso seria julgado ao final.
O infante determinou ainda que quem violasse esta regra e usurpasse os seus poderes, pagar-lhe-ia mil réis por cada vez, para além das penas que a lei geral previa para o caso.
Quanto aos tabeliães, os que se enganassem por falsidade deveria o capitão suspendê-los imediatamente do ofício, comunicando o facto ao infante para que este determinasse a pena a aplicar.